# ベルモント・マンション (ナッシュビル)
ベルモント・マンション(Belmont Mansion)、別名アックレン・ホール(Acklen Hall)はアメリカ合衆国テネシー州ナッシュビルにある歴史的大邸宅で、現在はベルモント大学のキャンパス内の美術館となっている。以前はベル・モンテ(Belle Monte)、ベル・モント(Belle Mont)、ベルモント(Belmont)などと呼ばれていた。

## 歴史
1849年、アディリシア・アックレンはアラバマ州出身の若い法律家のジョセフ・アレキサンダー・スミス・アックレンと結婚し、すぐにデイヴィッドソン郡に180エーカー (0.73 km2)のベル・モンテ(ベルモント)という大邸宅を建設し始めた。1853年、イタリア風の避暑用の大邸宅が完成した。アディリシアとジョセフは総面積8,600エーカー(35 km2)となるルイジアナ州にある7つの綿花のプランテーションの暑さから逃れるための避暑用の大邸宅としてベルモントを使用した。アックレン夫妻は南北戦争前の南部に総面積19,000 平方フィート(1,800 m2)、36室の家を建設した。この大邸宅は丘の上に多様な建造物と共に建てられた。家のそばにはT型のゲスト・ハウスとギャラリーがあった。ゲスト・ハウスの南の翼廊には客室とボウリング場があった。アート・ギャラリーにはうねったガラス屋根と北の翼廊があった。外には広大な庭、温室、鳥小屋、湖、さらに動物園もあった。温室にはツバキ、ジャスミン、ユリ、サボテンなどの熱帯の果実や花が植えられていた。動物園にはクマ、サル、クジャク、鳴き鳥、白フクロウ、ルイジアナ産のワニがおり、そしてシカ園があった。バルコニーには鋳鉄の手すりがあり、日光から窓を守るために家の周りにトリムが施されている。家の頭頂部には10フィート(約3m)の八角形の円屋根があり、夏期の間は家の通気孔となり、『天文台』としても使用できて星、家の周り、またナッシュビルのダウンタウンを眺めることができた。
ジョセフとアディリシアは6人の子をもうけたが、1855年、猩紅熱により双子が2歳で亡くなった。1863年、ジョセフは南北戦争のさなかプランテーションの世話をしていてルイジアナ州で亡くなった。残されたアディリシアはひそかに北軍と南軍の双方の当局に2,800包の綿花をイングランドリヴァプールに送る許可を交渉し、960,000ドルで売却した。
ナッシュビルの戦いより前に北軍のトーマス・J・ウッドに意に反して2週間占拠された。ベルモント・マンションは南北戦争の間も損傷を受けなかった。1864年12月の最初の2週間、13,000部隊の北軍が使用した庭だけが被害を受けた。
戦後すぐにアディリシアと4人の子供たちはヨーロッパに旅行した。その間彼女はローマで活動していた著名なアメリカ人彫刻家ランドルフ・ロジャーズ、ウィリアム・ラインハート、ジョセフ・モジアー、チョウンシー・アイブスによる5体の大理石像を含む芸術コレクションを増やし続けていた。これらのうち4体は現在もこの邸宅に遺されている。またアディリシアはナポレオン3世邸で彼とその妻ウジェニー・ド・モンティジョから贈り物を受けた。
アディリシアの死の数ヶ月前、ベルモントと周辺の土地をルイス・T・バクスターに約54,000ドルで売却した。1890年、そこは女子校および短大として開校した。1913年、ワード神学校と合併し、ワード-ベルモント大学と改名した。1951年、テネシー・バプテスト・コンヴェンションがこの大学を買収し、4年制の男女共学の大学にした。2007年、ベルモント大学はテネシー・バプテスト・コンヴェンションから分かれた。現在この邸宅はベルモント・マンション協会とベルモント大学の所有となっており、ベルモント・マンション協会により運営および維持されている。大理石の炉棚の上の金縁の鏡は精巧なガス灯のシャンデリアの光を反射し、応接間に優雅さを加える。当時のヴェネツィアン・グラスの多くは今もベルモントの窓、ドア、欄干に飾られている。建築学の歴史学者によると、大広間は南北戦争前のテネシー州で作られた国産の精巧なインテリアが置かれていると考えられている。現在、庭園は5つの鋳鉄の四阿を含み大学のキャンパスの一部として利用されている。105フィート(32m)の給水塔は現在も残されており、今日ではベルモント大学の鐘楼として使われている。
ジェームズ・ポークの妻・サラ・チルドレス・ポーク、ウィリアム・ウォーカー、アグスティン・イトゥルビデ、ドワイト・ムーディー、トマス・ヘンリー・ハクスリー、オクタヴィア・ラヴェールなどの多くの著名な人々がこの邸宅を訪れた。
1971年、アメリカ合衆国国家歴史登録財に認定された。